# Biegi narciarskie na Zimowych Igrzyskach Olimpijskich 1956
Konkurencje biegów narciarskich podczas Zimowych Igrzysk Olimpijskich w 1956 roku zostały przeprowadzone w dniach 27 stycznia – 4 lutego 1956 w mieście Cortina d’Ampezzo. W ramach igrzysk zawodniczki i zawodnicy walczyli w sześciu konkurencjach: czterech indywidualnych (biegach na 15 km, 30 km i 50 km dla mężczyzn oraz 10 km dla kobiet) i sztafetach (4 x 10 km dla mężczyzn i 3 x 5 km dla kobiet) – łącznie rozdanych zostało zatem sześć kompletów medali. O medale igrzysk olimpijskich biegacze narciarscy rywalizowali po raz siódmy, a biegaczki po raz drugi w historii.

## Terminarz
| Data             | Miejscowość       | Konkurencja                 | Złoto            | Srebro           | Brąz               |
| ---------------- | ----------------- | --------------------------- | ---------------- | ---------------- | ------------------ |
| 27 stycznia 1956 | Cortina d’Ampezzo | Bieg mężczyzn na 30 km      | Veikko Hakulinen | Sixten Jernberg  | Pawieł Kołczin     |
| 28 stycznia 1956 | Cortina d’Ampezzo | Bieg kobiet na 10 km        | Lubow Kozyriewa  | Radja Jeroszyna  | Sonja Edström      |
| 30 stycznia 1956 | Cortina d’Ampezzo | Bieg mężczyzn na 30 km      | Hallgeir Brenden | Sixten Jernberg  | Pawieł Kołczin     |
| 1 lutego 1956    | Cortina d’Ampezzo | Sztafeta kobiet 3 × 5 km    | Finlandia        | ZSRR             | Szwecja            |
| 2 lutego 1956    | Cortina d’Ampezzo | Bieg mężczyzn na 50 km      | Sixten Jernberg  | Veikko Hakulinen | Fiodor Tierientjew |
| 4 lutego 1956    | Cortina d’Ampezzo | Sztafeta mężczyzn 4 × 10 km | ZSRR             | Finlandia        | Szwecja            |

## Mężczyźni

### 15 km
| Miejsce | Państwo   | Zawodnik                | Czas    | Strata  |
| ------- | --------- | ----------------------- | ------- | ------- |
|         | Norwegia  | Hallgeir Brenden        | 49:39.0 |         |
|         | Szwecja   | Sixten Jernberg         | 50:14.0 | +35.0   |
|         | ZSRR      | Pawieł Kołczin          | 50:17.0 | +38.0   |
| 4.      | Finlandia | Veikko Hakulinen        | 50:31.0 | +52.0   |
| 5.      | Norwegia  | Håkon Brusveen          | 50:36.0 | +57.0   |
| 6.      | Norwegia  | Martin Stokken          | 50:45.0 | +1:06.0 |
| 7.      | ZSRR      | Nikołaj Anikin          | 50:58.0 | +1:19.0 |
| 8.      | Szwecja   | Lennart Larsson         | 51:02.0 | +1:24.0 |
| 9.      | Finlandia | Arvo Viitanen           | 51:10.0 | +1:31.0 |
| 10.     | ZSRR      | Władimir Kuzin          | 51:36.0 | +1:57.0 |
| . .     |           |                         |         |         |
| 16.     | Polska    | Tadeusz Kwapień         | 52:45.0 | +3:06.0 |
| 23.     | Polska    | Andrzej Mateja          | 53:42.0 | +4:03.0 |
| 34.     | Polska    | Józef Rubiś             | 54:47.0 | +5:08.0 |
| 44.     | Polska    | Józef Gąsienica-Sobczak | 56:39.0 | +7:00.0 |

Data: 30.01.1956

### 30 km
| Miejsce | Państwo        | Zawodnik            | Czas      | Strata   |
| ------- | -------------- | ------------------- | --------- | -------- |
|         | Finlandia      | Veikko Hakulinen    | 1:44:06.0 |          |
|         | Szwecja        | Sixten Jernberg     | 1:44:30.0 | +24.0    |
|         | ZSRR           | Pawieł Kołczin      | 1:45:45.0 | +1:39.0  |
| 4.      | ZSRR           | Anatolij Szeliuchin | 1:45:46.0 | +1:40.0  |
| 5.      | ZSRR           | Władimir Kuzin      | 1:46:09.0 | +2:03.0  |
| 6.      | ZSRR           | Fiodor Tierientjew  | 1:46:43.0 | +2:37.0  |
| 7.      | Szwecja        | Per-Erik Larsson    | 1:46:51.0 | +2:45.0  |
| 8.      | Szwecja        | Lennart Larsson     | 1:46:56.0 | +2:50.0  |
| 9.      | Finlandia      | Olavi Latsa         | 1:47.30.0 | +3:24.0  |
| 10.     | Czechosłowacja | Ilja Matouš         | 1:48.12.0 | +4:06.0  |
| . .     |                |                     |           |          |
| 12.     | Polska         | Tadeusz Kwapień     | 1:49:09.0 | +5:03.0  |
| 23.     | Polska         | Józef Rubiś         | 1:53:57.0 | +9:51.0  |
| 29.     | Polska         | Stanisław Bukowski  | 1:56:26,0 | +12:20.0 |

Data: 27.01.1956

### 50 km
| Miejsce | Państwo   | Zawodnik           | Czas      | Strata   |
| ------- | --------- | ------------------ | --------- | -------- |
|         | Szwecja   | Sixten Jernberg    | 2:50:27.0 |          |
|         | Finlandia | Veikko Hakulinen   | 2:51:45.0 | +1:18.0  |
|         | ZSRR      | Fiodor Tierientjew | 2:53:32.0 | +3:05.0  |
| 4.      | Finlandia | Eero Kolehmainen   | 2:45:36.0 | +5:50.0  |
| 5.      | ZSRR      | Anatolij Szeluchin | 2:56:40.0 | +6:13.0  |
| 6.      | ZSRR      | Pawieł Kołczin     | 2:58:00.0 | +8:33.0  |
| 7.      | ZSRR      | Wiktor Baranow     | 3:03:55.0 | +13:28.0 |
| 8.      | Finlandia | Antti Sivonen      | 3:04:16.0 | +13:49.0 |
| 9.      | Finlandia | Veini Kontinen     | 3:06.15.0 | +15:48.0 |
| 10.     | Szwecja   | Sture Grahn        | 3:06.32.0 | +16:05.0 |
| . .     |           |                    |           |          |
| 13.     | Polska    | Stanisław Bukowski | 3:10:49.0 | +20:22.0 |

Data: 02.02.1956

### Sztafeta 4 x 10 km
| Miejsce | Państwo        | Zawodnicy                                                               | Czas      | Strata   |
| ------- | -------------- | ----------------------------------------------------------------------- | --------- | -------- |
|         | ZSRR           | Fiodor Tierientjew Pawieł Kołczin Nikołaj Anikin Władimir Kuzin         | 2:15:30.0 | +        |
|         | Finlandia      | August Kiuru Jorma Kortelainen Arvo Viitanen Veikko Hakulinen           | 2:16:31.0 | +1:01.0  |
|         | Szwecja        | Lennart Larsson Gunnar Samuelsson Per-Erik Larsson Sixten Jernberg      | 2:17:42.0 | +2:12.0  |
| 4.      | Norwegia       | Håkon Brusveen Per Olsen Martin Stokken Hallgeir Brenden                | 2:21:16.0 | +5:46.0  |
| 5.      | Włochy         | Pompeo Fattor Ottavio Compagnoni Innocenzo Chatrian Federico De Florian | 2:23:28.0 | +7:58.0  |
| 6.      | Francja        | Victor Arbez René Mandrillon Benoît Carrara Jean Mermet                 | 2:24:06.0 | +8:36.0  |
| 7.      | Szwajcaria     | Werner Zwingli Victor Kronig Fritz Kocher Marcel Huguenin               | 2:24:30.0 | +9:00.0  |
| 8.      | Czechosłowacja | Emil Okuliar Vlastimil Melich Josef Prokeš Ilja Matouš                  | 2:24:54.0 | +9:24.0  |
| 9.      | Polska         | Józef Rubiś Józef Gąsienica-Sobczak Tadeusz Kwapień Andrzej Mateja      | 2:25:55.0 | +10:25.0 |
| 10.     | Niemcy         | Kuno Werner Siegried Weiss Rudi Kropp Hermann Mochel                    | 2:26.37   | +11:07.0 |

Data: 04.02.1956

## Kobiety

### 10 km
| Miejsce | Państwo   | Zawodniczka             | Czas    | Strata   |
| ------- | --------- | ----------------------- | ------- | -------- |
|         | ZSRR      | Lubow Kozyriewa         | 38:11.0 |          |
|         | ZSRR      | Radja Jeroszyna         | 38:16.0 | +5.0     |
|         | Szwecja   | Sonja Edström           | 38:23.0 | +12.0    |
| 4.      | ZSRR      | Alewtina Kołczina       | 38:46.0 | +35.0    |
| 5.      | Finlandia | Siiri Rantanen          | 39:40.0 | +1:29.0  |
| 6.      | Finlandia | Mirja Hietamies         | 40:18.0 | +2:07.0  |
| 7.      | Szwecja   | Irma Johansson          | 40:20.0 | +.2:09.0 |
| 8.      | Finlandia | Sirkka Polkunen         | 40:25.0 | +2:14.0  |
| 9.      | ZSRR      | Anna Kaaleste           | 40:29.0 | +2:18.0  |
| 10.     | Norwegia  | Kjellfrig Brusveen      | 40:38.0 | +2:27.0  |
| . .     |           |                         |         |          |
| 16.     | Polska    | Maria Gąsienica Bukowa  | 41:09.0 | +2:58.0  |
| 17.     | Polska    | Józefa Pęksa            | 41:28.0 | +3:17.0  |
| 18.     | Polska    | Zofia Krzeptowska       | 41:37.0 | +3:26.0  |
| 24.     | Polska    | Helena Gąsienica Daniel | 43:09.0 | +4:58.0  |

Data: 28.01.1956

### Sztafeta 3 × 5 km
| Miejsce | Państwo        | Zawodniczki                                           | Czas      | Strata  |
| ------- | -------------- | ----------------------------------------------------- | --------- | ------- |
|         | Finlandia      | Sirkka Polkunen Mirja Hietamies Siiri Rantanen        | 1:09:01.0 |         |
|         | ZSRR           | Lubow Kozyriewa Alewtina Kołczina Radja Jeroszyna     | 1:09:28.0 | +27.0   |
|         | Szwecja        | Irma Johansson Anna-Lisa Eriksson Sonja Edström       | 1:09:48.0 | +47.0   |
| 4.      | Norwegia       | Kjellfrig Brusveen Gina Regland Rakel Wahl            | 1:10:50.0 | +1:49.0 |
| 5.      | Polska         | Maria Gąsienica Bukowa Józefa Pęksa Zofia Krzeptowska | 1:13:20.0 | +4:19.0 |
| 6.      | Czechosłowacja | Eva Benešová Libuše Patočková Eva Lauermanová         | 1:14:19.0 | +5:18.0 |
| 7.      | Niemcy         | Elfriede Uhlig Else Ammann Sonnchilde Hausschild      | 1:15:33.0 | +6:32.0 |
| 8.      | Włochy         | Fides Romanin Rita Bottero Ildegarda Taffra           | 1:16:11.0 | +7:10.0 |
| 9.      | Jugosławia     | Amalija Belaj Biserka Vodenlič Nada Kustec            | 1:18.54.0 | +9:53.0 |
| -       | Rumunia        | Ștefania Botcariu Elena Zangor Iuliana Simon          | DSQ       |         |

Data: 01.02.1956

## Tabela medalowa
| Lp. | Kraj      | złoto | srebro | brąz | razem |
| --- | --------- | ----- | ------ | ---- | ----- |
| 1.  | ZSRR      | 2     | 2      | 3    | 7     |
| 2.  | Finlandia | 2     | 2      | 0    | 4     |
| 3.  | Szwecja   | 1     | 2      | 3    | 6     |
| 4.  | Norwegia  | 1     | 0      | 0    | 1     |